# KMバイオロジクス
KMバイオロジクス株式会社は、日本に存在する医薬品製造業。明治ホールディングスの連結子会社。化学及血清療法研究所（化血研）のワクチン不正製造・出荷停止問題に関連し、化血研の製薬事業を継承するために発足した。
化血研が扱っていたヒト用ワクチン、動物用ワクチン、血漿分画製剤の研究・開発・製造・供給を主力とする。熊本県熊本市北区に本社を置く。

## 概要
2015年（平成27年）に発覚した一連の不正製造・出荷停止問題を受け、化血研は厚生労働省、並びに農林水産省より幾度もの業務停止命令や販売自粛を受けていた。一方で化血研の製造する製品には、日本では同社のみが製造、もしくは同社の国内シェアが最大で、代替品がない「シングルサプライ製品」（例としてヒト用A型肝炎ワクチンは日本唯一の製造メーカーであり、その他ワクチンの多くのシェアを持っていた）が多数あり、先述の出荷停止で供給がストップ、予防接種が行えない事態も発生し、社会問題となっていた。
厚生労働大臣塩崎恭久は「本来は医薬品製造販売業の許可の取り消し処分とすべき事案。化血研という組織のままで製造販売を再開することはない」として、事業譲渡も含めた組織の見直しを求めたため、2016年（平成28年）4月7日にアステラス製薬へワクチンや血液製剤の製造事業を譲渡する交渉に入ったが、アステラス製薬との交渉は決裂した。

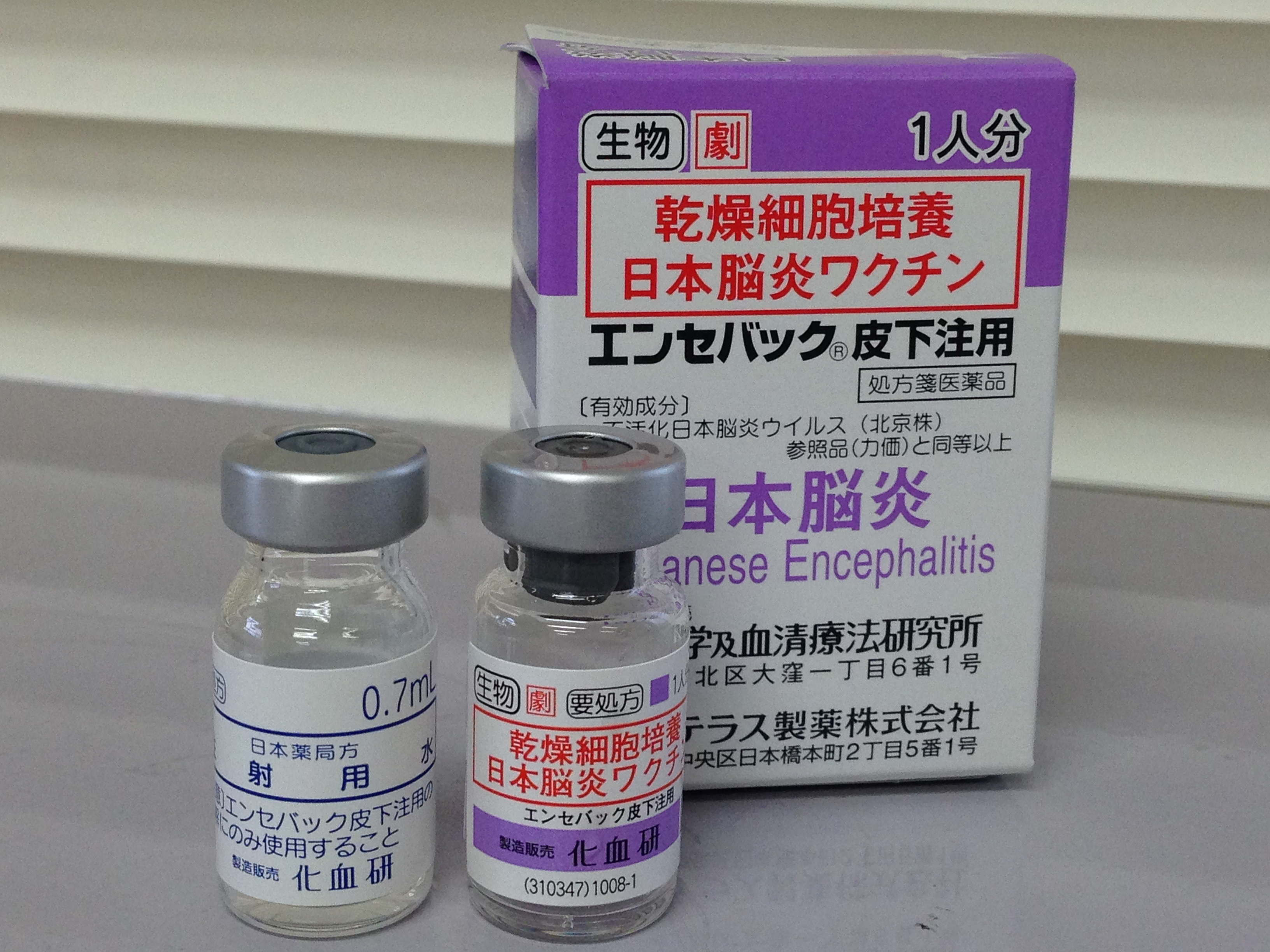
日本脳炎ワクチン（写真は化血研時代の製品）

2017年（平成29年）12月、明治ホールディングスは化血研の主要事業（製薬事業・臨床検査事業）を譲受することを決議した。感染症領域に強いMeiji Seikaファルマと組むことで明治グループの製薬事業を強化できると判断された。同日、化血研も理事会で明治グループなどで構成する新会社に翌年7月2日に株式譲渡を予定する契約書を締結することを決議した。その際、化血研で行われていた新生児マススクリーニング事業も譲渡することとなった。
2018年（平成30年）7月2日、化血研は明治グループ・熊本県・熊本県企業グループ（えがおホールディングス、学校法人君が淵学園（崇城大学）、熊本放送、再春館製薬所、テレビ熊本、富田薬品、肥後銀行）が出資する新会社である「KMバイオロジクス」に事業譲渡し、製造に関与する従業員を同社に移籍させた。化血研はKMバイオロジクスの経営に関与せず、製薬事業・臨床検査事業から撤退し、研究機関への研究支援等の公益事業に専念することとなった。
社名の「KMバイオロジクス」は、熊本から海外へ進出していくことを見据え、“熊本”と、”明治グループ”に由来する「KM」を冠したグローバルかつバイオテクノロジー領域に特化した企業をイメージしたものである。

## 沿革
一部は一次資料による。化血研時代の歴史については化血研の記事を参照。
- 2017年（平成29年）12月 - 化血研及び明治グループが、化血研の製薬・臨床検査事業を明治グループに譲渡することを決定[9]。
- 2018年（平成30年）
  - 7月2日 - 化血研の製薬事業・臨床検査事業を明治グループに譲渡し、KMバイオロジクス株式会社が発足。明治ホールディングスの連結子会社となる。
  - 8月30日 - 熊本地震の影響によりB型肝炎ワクチンの製造が遅れ、市場在庫の消尽をもってワクチンの出荷を一時停止[12]。
- 2020年（令和2年）4月1日 - 化血研時代に設立された「臨床検査センター」を「新生児スクリーニングセンター」に改組[13]。
- 2021年（令和3年）4月1日 - 当社とMeiji Seika ファルマの動物薬事業の統合を目指し、両社の合弁による準備会社となるKMAH株式会社を設立[14]。
- 2022年（令和4年）4月1日 - 動物用医薬品事業（動物用医薬品の生産事業を除く）を明治アニマルヘルスへ移管[15]。
- 2024年（令和6年）11月19日 - 世界保健機関（WHO）が、コンゴ民主共和国などで広がっているエムポックス（サル痘）の予防薬として、KMバイオロジクス製ワクチンの緊急使用を認める[16]。

## 主要事業
一次情報による

### ヒト用ワクチン、動物用ワクチン、血漿分画製剤の研究・開発・製造・供給
化血研の製品製造を受け継いだため、多くのシングルサプライ製品をもち、日本市場を独占している商品が多数ある。また、特定疾患に対する治療薬「オーファンドラッグ」の指定を8商品で受けている。
- 主なシングルサプライ製品：ヒト用のマムシ、ハブといった蛇毒の抗毒素、A型肝炎ワクチン、並びに動物用の炭疽症ワクチン、各種診断薬など[11]。

### 新生児マススクリーニング検査
新生児スクリーニングセンターでは、化血研時代の1977（昭和52）年から実施主体である各自治体から新生児マススクリーニングを受託し、39年間で300万人を超える新生児の検査を行ってきた。現在は熊本県、熊本市、福岡県、福岡市、北九州市、佐賀県の6自治体より、合わせて年間約7万人の検査を委託されている。